# 10664 Phemios
10664 Phemios è un asteroide troiano di Giove del campo greco. Scoperto nel 1973, presenta un'orbita caratterizzata da un semiasse maggiore pari a 5,1829717 UA e da un'eccentricità di 0,0309405, inclinata di 8,57770° rispetto all'eclittica.
L'asteroide è dedicato a Femio, aedo di corte a Itaca.